# Germán Leonforte
Germán Leonforte (Rosario, Argentina; 12 de enero de 1981) es un exfutbolista argentino que se desempeñaba como defensa central; su primer equipo fue Rosario Central.

## Carrera
Su debut como profesional se produjo el 26 de julio de 2002, en el cotejo en que Rosario Central venció 1-0 a San Lorenzo de Almagro en el Gigante de Arroyito por la jornada inicial del Torneo Apertura. Se mantuvo en el canalla hasta mediados de 2006, sin lograr afirmarse en la titularidad de la zaga central, contando con 34 presencias con la casaca del cuadro rosarino. Participó de la Copa Sudamericana 2005, en la que Central eliminó a su clásico rival Newell's Old Boys.
Tuvo luego pasos de corta duración por Huracán (segundo semestre de 2006, en Primera B Nacional), Nacional de Paraguay (primera mitad de 2007, Primera División) y Coquimbo Unido (segundo semestre de 2007, Primera División). En 2008 fichó por Aurora de Bolivia, en el cual se desempeñó durante un año y medio, con 50 partidos jugados, 5 goles y la obtención del título de campeón del Torneo Clausura 2008, que le permitió participar de la Copa Libertadores 2009. Prosiguió su carrera en Dorados de Sinaloa (Liga de Ascenso de México 2009-10), Ferro Carril Oeste (Campeonato de Primera B Nacional 2010-11), El Porvenir del Norte de San Jerónimo Sud (Liga Cañadense de Fútbol 2012), Sarmiento de Leones (Torneo Argentino B 2012) y Unión Casildense (Liga Casildense de Fútbol 2013).

## Clubes
| Club                  | País      | Año       |
| --------------------- | --------- | --------- |
| Rosario Central       | Argentina | 2002-2006 |
| Huracán               | Argentina | 2006      |
| Nacional              | Paraguay  | 2007      |
| Coquimbo Unido        | Chile     | 2007      |
| Aurora                | Bolivia   | 2008-2009 |
| Dorados de Sinaloa    | México    | 2009-2010 |
| Ferro Carril Oeste    | Argentina | 2010-2011 |
| El Porvenir del Norte | Argentina | 2012      |
| Sarmiento (Leones)    | Argentina | 2012      |
| Unión Casildense      | Argentina | 2013      |

## Títulos
| Título          | Club   | País    | Año  |
| --------------- | ------ | ------- | ---- |
| Torneo Clausura | Aurora | Bolivia | 2008 |